# Chad Coleman
Chad L. Coleman (Richmond, 6 de setembro de 1966 ou 1967) é um ator norte-americano de cinema e televisão. Ele é mais conhecido por interpretar o personagem Dennis "Cutty" Wise de The Wire, pela voz do personagem Coach, no jogo Left 4 Dead 2 e pelo personagem Tyreese na série dramática do canal AMC The Walking Dead.

## Biografia

### Infância e juventude
Chad Coleman foi criado em um lar adotivo em Richmond, no estado norte-americano da Virginia. Quando jovem, ele participou de pista e campo, mas voltou sua atenção para estudar teatro depois de uma lesão na perna. Antes de se tornar um ator, Coleman serviu no Exército dos Estados Unidos entre 1985 e 1989, como operador de câmera de vídeo.
Coleman teve um papel de protagonista na série The Wire da HBO, como o criminoso Dennis "Cutty" Wise. Em 2002, Coleman interpretou OJ Simpson no filme de televisão da TNT Monday Night Mayhem. Chad também teve um papel de convidado em Terminator: Sarah Connor Chronicles série de TV da Fox. Ele também teve um pequeno papel em O Pagamento Final: ascensão ao poder. 
Em 2009 esteve envolvido no desenvolvimento de Left 4 Dead 2 como dublador para o personagem Coach. No mesmo ano Coleman apareceu em um revival de August Wilson play 's Joe Turner e também interpretou o protagonista na série de TV norueguesa Buzz Aldrin, baseada no romance de Johan Harstad. A série foi ao ar na Europa em novembro de 2011.
Em 2011, ele conseguiu o papel de Gary Miller, ex-marido de Nikki Miller e pai da filha manipuladora Mackenzie, na Fox sitcom I Hate My Teenage Daughter, que estreou em 2011. Interpretou também o personagem Tyreese, na série da AMC, The Walking Dead, tendo deixado a série no episódio 9 da 5ª temporada. Mais recentemente, interpretou o antagonista Tobias Church, conhecido como Caronte, na série da CW, Arrow.

## Filmografia

### Filmes
| Ano  | Título                       | Papel           | Notas |
| ---- | ---------------------------- | --------------- | ----- |
| 1993 | New York Cop                 | Iceman          |       |
| 1998 | Speed of Life                | Orderly         |       |
| 2001 | The Gilded Six Bits          | Joe Banks       | Curta |
| 2001 | Revolution #9                | Night Nurse     |       |
| 2002 | Monday Night Mayhem          | O.J. Simpson    |       |
| 2002 | The End of The Bar           | Dr. Scott Rosen |       |
| 2004 | Brother to Brother           | El              |       |
| 2005 | Carlito's Way: Rise to Power | Clyde           |       |
| 2006 | Confessions                  | Darius          |       |
| 2011 | The Green Hornet             | Chili           |       |
| 2011 | Horrible Bosses              | Curtis          |       |
| 2012 | Life, Love, Soul             | Earl Grant      |       |
| 2013 | Habeas Corpus                | Ray Jr.         |       |

### Televisão
| Ano        | Título                                  | Papel                       | Notas                                                                                            |
| ---------- | --------------------------------------- | --------------------------- | ------------------------------------------------------------------------------------------------ |
| 1992       | Here and Now                            | Roland                      | Episódio: "A.J.'s Big Leap"                                                                      |
| 1994, 1995 | Law & Order                             | Henry / Weiner              | 2 episódios                                                                                      |
| 1994, 1996 | New York Undercover                     | Kevin Gray / Shoop          | 2 episódios                                                                                      |
| 1999, 2001 | Third Watch                             | Grissom / Lamar             | 2 episódios                                                                                      |
| 2003, 2014 | Law & Order: Special Victims Unit       | Prison Warden / A.J. Martin | 2 episódios                                                                                      |
| 2003       | Guiding Light                           | Moses                       | Episódio: "#1853"                                                                                |
| 2003       | Hack                                    | Lafonso                     | 2 episódios                                                                                      |
| 2004-2008  | The Wire                                | Dennis "Cutty" Wise         | 20 episódios                                                                                     |
| 2005       | Numb3rs                                 | Williams                    | Episódio: "Man Hunt"                                                                             |
| 2007       | Wifey                                   | Parnell                     | Piloto                                                                                           |
| 2008       | New Amsterdam                           | Lt. Bobby Graham            | Episódio: "Golden Boy"                                                                           |
| 2008       | Life on Mars                            | Suede                       | Episódio: "Things to Do in New York When You Think You're Dead"                                  |
| 2009       | CSI: Miami                              | Kevin Landau                | Episódio: "Smoke Gets in Your CSI's"                                                             |
| 2009       | Boldly Going Nowhere                    | Cobolt                      | Piloto                                                                                           |
| 2009       | Terminator: The Sarah Connor Chronicles | Queeg                       | 2 episódios                                                                                      |
| 2009       | The Forgotten                           | Ray Perkins                 | Episódio: "Football John"                                                                        |
| 2010       | In Plain Sight                          | Ricky Dupree / Ricky Dumont | Episódio: "Whistle Stop"                                                                         |
| 2010       | Lie to Me                               | Darryl                      | Episódio: "The Canary's Song"                                                                    |
| 2010       | The Good Wife                           | Carter Wright               | Episódio: "Nine Hours"                                                                           |
| 2010, 2013 | It's Always Sunny In Philadelphia       | Z                           | 3 episódios                                                                                      |
| 2010-2013  | I Hate My Teenage Daughter              | Gary Miller                 | 13 episódios                                                                                     |
| 2012       | Criminal Minds                          | Malcolm Ford                | Episódio: "The Company"                                                                          |
| 2012       | Burn Notice                             | Brady Pressman              | Episódio: "Desperate Times"                                                                      |
| 2012-2015  | The Walking Dead                        | Tyreese Williams            | Recorrente (3ª temporada) Estrelando (4ª temporada) Elenco principal (5ª temporada): 22 episodes |
| 2013       | Cult                                    | True Believer #4            | Episódio: "Off to See the Wizard"                                                                |
| 2013, 2016 | Family Guy                              | Additional voices           | 2 episódios                                                                                      |
| 2015-2020  | The Expanse                             | Fred Johnson                | Personagem recorrente                                                                            |
| 2016       | Raízes                                  | Mingo                       | Episódio: "Part 3"                                                                               |
| 2016       | Arrow                                   | Tobias Church               | 4 episódios                                                                                      |
| 2019       | All American                            | Corey James                 | 2 episódios                                                                                      |

### Video games
| Ano  | Título                                   | Papel                     | Notas                        |
| ---- | ---------------------------------------- | ------------------------- | ---------------------------- |
| 2005 | The Warriors                             | The Police                | Voz                          |
| 2005 | 50 Cent: Bulletproof                     | Booker                    | Voz                          |
| 2006 | Bully                                    | Officer Williams          | Voz                          |
| 2008 | Grand Theft Auto IV                      | K 109: Imaging            | Voz                          |
| 2009 | Grand Theft Auto: The Lost and Damned    | K 109: The Studio Imaging | Voz                          |
| 2009 | Grand Theft Auto: The Ballad of Gay Tony | K 109: The Studio Imaging | Voz                          |
| 2009 | Left 4 Dead 2                            | Coach                     | Voz                          |
| 2013 | Resident Evil 6                          | Coach                     | Capcom X Valve Crossover DLC |